# Epicedia maculatrix
Epicedia maculatrix là một loài bọ cánh cứng trong họ Cerambycidae.